# Serge Lassoujade
Pas d'image ? Cliquez ici

a Compétitions nationales et continentales officielles uniquement.

Dernière mise à jour le  20 avril 2025.
Serge Lassoujade, né le 26 octobre 1945 à Réaup-Lisse (France) et mort le 5 septembre 2023 à Bayonne (France), est un joueur français de rugby à XV évoluant au poste de troisième ligne aile.
Joueur du SU Agen de 1967 à 1976, il remporte un titre de champion de France en 1976.

## Biographie
Après avoir joué à l'US Nérac, il est contacté par le SU Agen en 1967 où il joue régulièrement de 1970 à 1976, année de sa retraite sportive. Il fait à ce titre partie de l'équipe championne de France en 1976 face à l'AS Béziers sur le score de 13 à 10,.
Il a participé à deux tournées en Équipe de France en Argentine et en Afrique du Sud mais il ne connaît aucune cape,.
Par la suite, il a joué ou été entraîneur au CA Villeneuve, au Saint Livradais XV et à l'US Monflanquin.
Il a été employé dans le bois par Albert Ferrasse.

## Palmarès

### Rugby à XIII
- Vainqueur du Championnat de France junior avec Lavardac XIII[4].

### Rugby à XV
- Vainqueur du Championnat de France Honneur en 1965 avec l'Entente Nérac-Lavardac-Barbaste[5].
- Vainqueur du Championnat de France junior en 1969[6].
- Vainqueur du Championnat de France équipes réserves en 1973[6].
- Vainqueur du Challenge Jules-Cadenat en 1973[7].
- Finaliste du Challenge Yves du Manoir en 1975 avec le SU Agen.
- Vainqueur du Championnat de France en 1976 avec le SU Agen.

## Hommage
Le stade de sa commune d'origine, Durance, porte son nom.